# Министерство иностранных дел Украины
Министе́рство иностра́нных дел Украи́ны (укр. Міністерство закордонних справ України) — государственный орган исполнительной власти Украины, осуществляющий имплементацию государственной политики в области внешних отношений Украины с другими государствами, а также с международными организациями. Министерство иностранных дел Украины возглавляет министр, которого назначает на должность и освобождает от должности Президент Украины в установленном законодательством порядке. Министр подчиняется непосредственно Президенту Украины по вопросам, относящимся к конституционным полномочиям Президента.

## История

### УНР. Образование Секретариата
Украина, как независимое государство, остро нуждалась в своем собственном ведомстве, которое должно было бы осуществлять внешнеполитическую деятельность от лица государства. История этого ведомства уходит глубоко в историю Богдана Хмельницкого, и Запорожской Сечи. По сути, свою историю, МИД Украины, как государственный орган, ведет с начала XX века — периода Русской революции.
Образование внешнеполитического ведомства Украины неразрывно связано с созданием нового, самостоятельного государства и провозглашением 10 июня 1917 года Первого Универсала Украинской Центральной рады.
Процесс формирования органов законодательной и исполнительной власти нашел своё оформление в провозглашенном Центральной Радой 16 июля 1917 года Втором Универсале. В нем шла речь об образовании Генерального Секретариата — исполнительного органа власти. С первых дней существования Генерального секретариата в его составе начал свою деятельность Генеральный секретариат по национальным делам, который явился прообразом первого внешнеполитического ведомства Украины в XX веке.
22 декабря 1917 года, Глава Генерального Секретариата Украинской Народной Республики, провозглашенной Третьим Универсалом Центральной Рады, Владимир Винниченко и Генеральный секретарь по межнациональным делам Александр Шульгин подписали «Законопроект про образование Генерального секретариата международных дел». Законопроект был одобрен на заседании Правительства УНР в этот же день.
Важный импульс дальнейшему развитию украинской внешнеполитической службы дал провозглашенный 12 января 1918 года Четвертый Универсал Центральной Рады, в котором УНР провозглашалась «самостоятельной, не от кого не зависимой, свободной, суверенной державой Украинского Народа».
За время деятельности Центральной Рады был начат процесс установления дипломатических отношений с государствами мира. Например, в декабре 1917 года украинское правительство установило связи со странами Антанты, принимая представителей Франции и Великобритании.
Акт о независимости Украины был принят 24 августа 1991 года. Это поставило перед Министерством иностранных дел Украины новые, ответственные задачи, которые требовали профессиональных подходов, реформирования структуры, формирования соответствующей законодательной базы.

### Украинская Держава
С приходом к власти 28 апреля 1918 года Гетмана Украинской Державы Павла Скоропадского украинское правительство продолжило взятый курс на активное строительство национальной внешнеполитической службы.

### Украинская ССР
Решением Союзного руководства в феврале 1944 года был воссоздан республиканский наркомат (с 1946 министерство) иностранных дел УССР.
Список руководителей
- Раковский Христиан Георгиевич — с января 1919 по июль 1923 года
- Корнейчук Александр Евдокимович — 5 февраля — 13 июля 1944
- Мануильский Дмитрий Захарович — с 1944 по 1952
- Барановский Анатолий Максимович — с 1952 по 1954
- Паламарчук Лука Фомич — с 1954 по 1966
- Белоколос Дмитрий Захарович — с 1966 по 1970
- Шевель Георгий Георгиевич — с 1970 по 1980
- Мартыненко Владимир Никифорович — с 1980 по 1985
- Кравец Владимир Алексеевич — с 1985 по 1990
- Зленко Анатолий Максимович — с 1990 по 1991

## Руководство
В соответствии с Конституцией Украины, руководство внешнеполитической деятельностью государства осуществляет Президент Украины. Он же представляет страну в международных отношениях, ведет переговоры и заключает международные договоры, принимает решения о признании иностранных государств, назначает и освобождает глав дипломатических представительств Украины в других государствах и при международных организациях, принимает верительные грамоты дипломатических представителей иностранных государств.

### Министр иностранных дел
Министр иностранных дел Украины — член Правительства, Кабинета Министров Украины, руководит внешнеполитическим ведомством. Министр представляет Украину на двусторонних и многосторонних переговорах и подписывает международные договоры; следит за соблюдением законности в подчиненном ему министерстве.

#### Министры иностранных дел Украины после распада СССР
- Анатолий Зленко — с 1991 по 1994, и с 2000 по 2003
- Геннадий Удовенко — с 1994 по 1998
- Борис Тарасюк — с 1998 по 2000, и с 2005 по 2007
- Константин Грищенко — с 2003 по 2005 и с 2010 по 2012
- Арсений Яценюк — с 21 марта 2007 по 4 декабря 2007
- Владимир Огрызко — с 18 декабря 2007 по 3 марта 2009
- Пётр Порошенко — с 9 октября 2009 по 11 марта 2010
- Леонид Кожара — с 24 декабря 2012 по 23 февраля 2014
- Андрей Дещица (и. о.) — с 27 февраля по 19 июня 2014
- Павел Климкин — с 19 июня 2014 по 29 августа 2019
- Вадим Пристайко — с 29 августа 2019 по 4 марта 2020[2]
- Дмитрий Кулеба — с 4 марта 2020 по 5 сентября 2024
- Андрей Сибига — с 5 сентября 2024